# Lijst van Britse ministers van Justitie
De minister van Justitie (Engels: Secretary of State for Justice) is lid van het Britse kabinet en staat aan het hoofd van het Ministerie van Justitie. De huidige minister is Shabana Mahmood van de Labour Party sinds 5 juli 2024 in het kabinet van premier Keir Starmer.
Enkele prominenten die hebben gediend als minister van Justitie waren onder andere: David Maxwell Fyfe (1954–1962), Quintin Hogg (1970–1974, 1979–1987), Jack Straw (2007–2010), Kenneth Clarke (2010–2012), Chris Grayling (2012–2015), Liz Truss (2016–2017) en David Lidington (2017–2018).

## Ministers van Justitie van het Verenigd Koninkrijk (1846–heden)
| Minister van Justitie Lord Chancellor                                    | Minister van Justitie Lord Chancellor                                    | Minister van Justitie Lord Chancellor                                    | Ambtstermijn                                           | Ambtstermijn      | Partij                      | Premier                               | Kabinet                             | Overige functie(s)           |
| ------------------------------------------------------------------------ | ------------------------------------------------------------------------ | ------------------------------------------------------------------------ | ------------------------------------------------------ | ----------------- | --------------------------- | ------------------------------------- | ----------------------------------- | ---------------------------- |
|                                                                          | Charles Pepys                                                            | Graaf van Cottenham Charles Pepys (1781–1851)                            | 30 juni 1846                                           | 20 juni 1850      | Whig Party                  | John Russell (1846–1852)              | Russell I                           |                              |
|                                                                          | Thomas Wilde                                                             | Baron Truro Thomas Wilde (1782–1855)                                     | 20 juni 1850                                           | 22 februari 1852  | Whig Party                  | John Russell (1846–1852)              | Russell I                           |                              |
|                                                                          | Edward Sugden                                                            | Baron Sint Leonards Edward Sugden (1781–1875)                            | 22 februari 1852                                       | 28 december 1852  | Conservative Party          | Edward Smith-Stanley (1852)           | Smith-Stanley I                     |                              |
|                                                                          | Robert Rolfe                                                             | Baron Cranwort Robert Rolfe (1790–1868)                                  | 28 december 1852                                       | 20 februari 1858  | Whig Party                  | George Hamilton -Gordon (1852–1855)   | Hamilton-Gordon                     |                              |
| Henry John Temple (1855–1858)                                            | Robert Rolfe                                                             | Baron Cranwort Robert Rolfe (1790–1868)                                  | 28 december 1852                                       | 20 februari 1858  | Whig Party                  | Temple I                              |                                     |                              |
|                                                                          | Frederic Thesiger                                                        | Baron Chelmsford Frederic Thesiger (1794–1878)                           | 20 februari 1858                                       | 12 juni 1859      | Conservative Party          | Edward Smith-Stanley (1858–1859)      | Smith-Stanley II                    |                              |
|                                                                          | John Campbell                                                            | Baron Campbell John Campbell (1779–1861)                                 | 12 juni 1859                                           | 23 juni 1861      | Liberal Party               | Henry John Temple (1859–1865)         | Temple II                           |                              |
| Vacant                                                                   |                                                                          |                                                                          |                                                        |                   |                             | Henry John Temple (1859–1865)         | Temple II                           |                              |
|                                                                          | Richard Bethell                                                          | Baron Westbury Richard Bethell (1800–1873)                               | 26 juni 1861                                           | 6 juli 1865       | Liberal Party               | Henry John Temple (1859–1865)         | Temple II                           |                              |
|                                                                          | Robert Rolfe                                                             | Baron Cranwort Robert Rolfe (1790–1868)                                  | 6 juli 1865                                            | 28 juni 1866      | Liberal Party               | Henry John Temple (1859–1865)         | Temple II                           |                              |
| John Russell (1865–1866)                                                 | Robert Rolfe                                                             | Baron Cranwort Robert Rolfe (1790–1868)                                  | 6 juli 1865                                            | 28 juni 1866      | Liberal Party               | Russell II                            |                                     |                              |
|                                                                          | Frederic Thesiger                                                        | Baron Chelmsford Frederic Thesiger (1794–1878)                           | 28 juni 1866                                           | 27 februari 1868  | Conservative Party          | Edward Smith-Stanley (1866–1868)      | Smith-Stanley III                   |                              |
|                                                                          | Hugh Cairns                                                              | Baron Cairns Hugh Cairns (1819–1885)                                     | 27 februari 1868                                       | 3 december 1868   | Conservative Party          | Benjamin Disraeli (1868)              | Disraeli I                          |                              |
|                                                                          | William Wood                                                             | Baron Hatherley William Wood (1801–1881)                                 | 3 december 1868                                        | 15 oktober 1872   | Liberal Party               | William Ewart Gladstone (1868–1874)   | Gladstone I                         |                              |
|                                                                          | Roundell Palmer                                                          | Graaf van Selborne Roundell Palmer (1812–1895)                           | 15 oktober 1872                                        | 20 februari 1874  | Liberal Party               | William Ewart Gladstone (1868–1874)   | Gladstone I                         |                              |
|                                                                          | Hugh Cairns                                                              | Graaf Cairns Hugh Cairns (1819–1885)                                     | 20 februari 1874                                       | 23 april 1880     | Conservative Party          | Benjamin Disraeli (1874–1880)         | Disraeli II                         |                              |
|                                                                          | Roundell Palmer                                                          | Graaf van Selborne Roundell Palmer (1837–1899)                           | 23 april 1880                                          | 23 juni 1885      | Liberal Party               | William Ewart Gladstone (1880–1885)   | Gladstone II                        |                              |
|                                                                          | Hardinge Giffard                                                         | Baron Halsbury Hardinge Giffard (1823–1921)                              | 23 juni 1885                                           | 28 januari 1886   | Conservative Party          | Robert Gascoyne-Cecil (1885–1886)     | Gascoyne-Cecil I                    |                              |
|                                                                          | Farrer Herschell                                                         | Baron Herschell Farrer Herschell (1837–1899)                             | 28 januari 1886                                        | 20 juli 1886      | Liberal Party               | William Ewart Gladstone (1886)        | Gladstone III                       |                              |
|                                                                          | Hardinge Giffard                                                         | Baron Halsbury Hardinge Giffard (1823–1921)                              | 20 juli 1886                                           | 15 augustus 1892  | Conservative Party          | Robert Gascoyne-Cecil (1886–1892)     | Gascoyne-Cecil II                   |                              |
|                                                                          | Farrer Herschell                                                         | Baron Herschell Farrer Herschell (1837–1899)                             | 15 augustus 1892                                       | 25 juni 1895      | Liberal Party               | William Ewart Gladstone (1892–1895)   | Gladstone IV                        |                              |
| Archibald Primrose (1894–1895)                                           | Farrer Herschell                                                         | Baron Herschell Farrer Herschell (1837–1899)                             | 15 augustus 1892                                       | 25 juni 1895      | Liberal Party               | Primrose                              |                                     |                              |
|                                                                          | Hardinge Giffard                                                         | Graaf van Halsbury Hardinge Giffard (1823–1921)                          | 25 juni 1895                                           | 5 december 1905   | Conservative Party          | Robert Gascoyne- Cecil (1895–1902)    | Gascoyne-Cecil III                  |                              |
| Gascoyne-Cecil IV                                                        | Hardinge Giffard                                                         | Graaf van Halsbury Hardinge Giffard (1823–1921)                          | 25 juni 1895                                           | 5 december 1905   | Conservative Party          | Robert Gascoyne- Cecil (1895–1902)    |                                     |                              |
| Arthur Balfour (1902–1905)                                               | Hardinge Giffard                                                         | Graaf van Halsbury Hardinge Giffard (1823–1921)                          | 25 juni 1895                                           | 5 december 1905   | Conservative Party          | Balfour                               |                                     |                              |
|                                                                          | Robert Reid                                                              | Graaf Loreburn Robert Reid (1846–1923)                                   | 5 december 1905                                        | 10 juni 1912      | Liberal Party               | Henry Campbell- Bannerman (1905–1908) | Campbell- Bannerman                 |                              |
| Herbert Henry Asquith (1908–1916)                                        | Robert Reid                                                              | Graaf Loreburn Robert Reid (1846–1923)                                   | 5 december 1905                                        | 10 juni 1912      | Liberal Party               | Asquith I                             |                                     |                              |
| Herbert Henry Asquith (1908–1916)                                        | Robert Reid                                                              | Graaf Loreburn Robert Reid (1846–1923)                                   | 5 december 1905                                        | 10 juni 1912      | Liberal Party               | Asquith II                            |                                     |                              |
| Herbert Henry Asquith (1908–1916)                                        | Robert Reid                                                              | Graaf Loreburn Robert Reid (1846–1923)                                   | 5 december 1905                                        | 10 juni 1912      | Liberal Party               | Asquith III                           |                                     |                              |
| Herbert Henry Asquith (1908–1916)                                        |                                                                          | Richard Haldane                                                          | Burggraaf Haldane Richard Haldane (1856–1928)          | 10 juni 1912      | 25 mei 1915                 | Liberal Party                         |                                     |                              |
| Herbert Henry Asquith (1908–1916)                                        |                                                                          | Stanley Buckmaster                                                       | Burggraaf Buckmaster Stanley Buckmaster (1861–1934)    | 25 mei 1915       | 7 december 1916             | Liberal Party                         | Asquith IV                          |                              |
|                                                                          | Robert Finlay                                                            | Burggraaf Finlay Robert Finlay (1842–1929)                               | 7 december 1916                                        | 14 januari 1919   | Conservative Party          | David Lloyd George (1919–1922)        | Lloyd George I                      |                              |
| Lloyd George II                                                          | Robert Finlay                                                            | Burggraaf Finlay Robert Finlay (1842–1929)                               | 7 december 1916                                        | 14 januari 1919   | Conservative Party          | David Lloyd George (1919–1922)        |                                     |                              |
|                                                                          | Frederick Edwin Smith                                                    | Graaf van Birkenhead Frederick Edwin Smith (1872–1930)                   | 14 januari 1919                                        | 23 oktober 1922   | Conservative Party          | David Lloyd George (1919–1922)        |                                     |                              |
|                                                                          | George Cave                                                              | Burggraaf Cave George Cave (1856–1928)                                   | 23 oktober 1922                                        | 22 januari 1924   | Conservative Party          | Bonar Law (1922–1923)                 | Law                                 |                              |
| Stanley Baldwin (1923–1924)                                              | George Cave                                                              | Burggraaf Cave George Cave (1856–1928)                                   | 23 oktober 1922                                        | 22 januari 1924   | Conservative Party          | Baldwin I                             |                                     |                              |
|                                                                          | Richard Haldane                                                          | Burggraaf Haldane Richard Haldane (1856–1928)                            | 22 januari 1924                                        | 3 november 1924   | Liberal Party               | Ramsay MacDonald                      | MacDonald I                         | Leader of the House of Lords |
|                                                                          | George Cave                                                              | Burggraaf Cave George Cave (1856–1928)                                   | 4 november 1924                                        | 28 maart 1928     | Conservative Party          | Stanley Baldwin (1924–1929)           | Baldwin II                          |                              |
|                                                                          | Douglas Hogg                                                             | Burggraaf Hailsham Douglas Hogg (1872–1950)                              | 28 maart 1928                                          | 5 juni 1929       | Conservative Party          | Stanley Baldwin (1924–1929)           | Baldwin II                          |                              |
|                                                                          | John Sankey                                                              | Burggraaf Sankey John Sankey (1866–1948)                                 | 5 juni 1929                                            | 7 juni 1935       | Labour Party (1929–1931)    | Ramsay MacDonald (1929–1935)          | MacDonald II                        |                              |
|                                                                          | John Sankey                                                              | Burggraaf Sankey John Sankey (1866–1948)                                 | 5 juni 1929                                            | 7 juni 1935       | National Labour (1931–1935) | Ramsay MacDonald (1929–1935)          | MacDonald III (Nationaal Kabinet I) |                              |
| MacDonald IV (Nationaal Kabinet II)                                      | John Sankey                                                              | Burggraaf Sankey John Sankey (1866–1948)                                 | 5 juni 1929                                            | 7 juni 1935       | National Labour (1931–1935) | Ramsay MacDonald (1929–1935)          |                                     |                              |
|                                                                          | Douglas Hogg                                                             | Burggraaf Hailsham Douglas Hogg (1872–1950)                              | 7 juni 1935                                            | 8 maart 1938      | Conservative Party          | Stanley Baldwin (1935–1937)           | Baldwin III (Nationaal Kabinet III) |                              |
| Neville Chamberlain (1937–1940)                                          | Douglas Hogg                                                             | Burggraaf Hailsham Douglas Hogg (1872–1950)                              | 7 juni 1935                                            | 8 maart 1938      | Conservative Party          | Chamberlain I (Nationaal Kabinet IV)  |                                     |                              |
| Neville Chamberlain (1937–1940)                                          |                                                                          | Frederic Maugham                                                         | Baron Maugham Frederic Maugham (1866–1958)             | 8 maart 1938      | 3 september 1939            | Chamberlain I (Nationaal Kabinet IV)  | Conservative Party                  |                              |
| Neville Chamberlain (1937–1940)                                          |                                                                          | Thomas Inskip                                                            | Burggraaf Caldecote Thomas Inskip (1876–1947)          | 3 september 1939  | 10 mei 1940                 | Conservative Party                    | Chamberlain II                      |                              |
|                                                                          | John Simon                                                               | Burggraaf Simon John Simon (1873–1954)                                   | 10 mei 1940                                            | 26 juli 1945      | National Liberal Party      | Winston Churchill (1940–1945)         | Churchill I                         |                              |
| Churchill II                                                             | John Simon                                                               | Burggraaf Simon John Simon (1873–1954)                                   | 10 mei 1940                                            | 26 juli 1945      | National Liberal Party      | Winston Churchill (1940–1945)         |                                     |                              |
|                                                                          | William Jowitt                                                           | Burggraaf Jowitt William Jowitt (1885–1957)                              | 26 juli 1945                                           | 26 oktober 1951   | Labour Party                | Clement Attlee (1945–1951)            | Attlee I                            |                              |
| Attlee II                                                                | William Jowitt                                                           | Burggraaf Jowitt William Jowitt (1885–1957)                              | 26 juli 1945                                           | 26 oktober 1951   | Labour Party                | Clement Attlee (1945–1951)            |                                     |                              |
|                                                                          |                                                                          | Baron Simonds Gavin Simonds (1881–1971)                                  | 26 oktober 1951                                        | 19 oktober 1954   | Conservative Party          | Winston Churchill (1951–1955)         | Churchill III                       |                              |
|                                                                          | David Maxwell Fyfe                                                       | Burggraaf Kilmuir David Maxwell Fyfe (1900–1967)                         | 19 oktober 1954                                        | 13 juli 1962      | Conservative Party          | Winston Churchill (1951–1955)         | Churchill III                       |                              |
| Anthony Eden (1955–1957)                                                 | David Maxwell Fyfe                                                       | Burggraaf Kilmuir David Maxwell Fyfe (1900–1967)                         | 19 oktober 1954                                        | 13 juli 1962      | Conservative Party          | Eden                                  |                                     |                              |
| Harold Macmillan (1957–1963)                                             | David Maxwell Fyfe                                                       | Burggraaf Kilmuir David Maxwell Fyfe (1900–1967)                         | 19 oktober 1954                                        | 13 juli 1962      | Conservative Party          | Macmillan I                           |                                     |                              |
| Harold Macmillan (1957–1963)                                             | David Maxwell Fyfe                                                       | Burggraaf Kilmuir David Maxwell Fyfe (1900–1967)                         | 19 oktober 1954                                        | 13 juli 1962      | Conservative Party          | Macmillan II                          |                                     |                              |
| Harold Macmillan (1957–1963)                                             |                                                                          |                                                                          | Baron Dilhorne Reginald Manningham- Buller (1905–1980) | 14 juli 1962      | 16 oktober 1964             | Conservative Party                    |                                     |                              |
| Alec Douglas-Home (1963–1964)                                            | Douglas-Home                                                             |                                                                          | Baron Dilhorne Reginald Manningham- Buller (1905–1980) | 14 juli 1962      | 16 oktober 1964             | Conservative Party                    |                                     |                              |
|                                                                          |                                                                          | Baron Gardiner Gerald Gardiner (1900–1990)                               | 16 oktober 1964                                        | 19 juni 1970      | Labour Party                | Harold Wilson (1964–1970)             | Wilson I                            |                              |
| Wilson II                                                                |                                                                          | Baron Gardiner Gerald Gardiner (1900–1990)                               | 16 oktober 1964                                        | 19 juni 1970      | Labour Party                | Harold Wilson (1964–1970)             |                                     |                              |
|                                                                          | Quintin Hogg                                                             | Baron Hailsham van St Marylebone Quintin Hogg (1907–2001)                | 19 juni 1970                                           | 4 maart 1974      | Conservative Party          | Edward Heath (1970–1974)              | Heath                               |                              |
|                                                                          | Elwyn Jones                                                              | Baron Elwyn-Jones Elwyn Jones (1909–1989)                                | 4 maart 1974                                           | 4 mei 1979        | Labour Party                | Harold Wilson (1974–1976)             | Wilson III                          |                              |
| James Callaghan (1976–1979)                                              | Elwyn Jones                                                              | Baron Elwyn-Jones Elwyn Jones (1909–1989)                                | 4 maart 1974                                           | 4 mei 1979        | Labour Party                | Callaghan                             |                                     |                              |
|                                                                          | Quintin Hogg                                                             | Baron Hailsham van St Marylebone Quintin Hogg (1907–2001)                | 4 mei 1979                                             | 13 juni 1987      | Conservative Party          | Margaret Thatcher (1979–1990)         | Thatcher I                          |                              |
| Thatcher II                                                              | Quintin Hogg                                                             | Baron Hailsham van St Marylebone Quintin Hogg (1907–2001)                | 4 mei 1979                                             | 13 juni 1987      | Conservative Party          | Margaret Thatcher (1979–1990)         |                                     |                              |
|                                                                          |                                                                          | Baron Havers Michael Havers (1923–1992)                                  | 13 juni 1987                                           | 26 oktober 1987   | Conservative Party          | Margaret Thatcher (1979–1990)         | Thatcher III                        |                              |
|                                                                          | James Mackay                                                             | Baron Mackay van Clashfern James Mackay (1927)                           | 26 oktober 1987                                        | 2 mei 1997        | Conservative Party          | Margaret Thatcher (1979–1990)         | Thatcher III                        |                              |
| John Major (1990–1997)                                                   | James Mackay                                                             | Baron Mackay van Clashfern James Mackay (1927)                           | 26 oktober 1987                                        | 2 mei 1997        | Conservative Party          | Major I                               |                                     |                              |
| John Major (1990–1997)                                                   | James Mackay                                                             | Baron Mackay van Clashfern James Mackay (1927)                           | 26 oktober 1987                                        | 2 mei 1997        | Conservative Party          | Major II                              |                                     |                              |
|                                                                          |                                                                          | Baron Irvine van Lair Derry Irvine (1940)                                | 2 mei 1997                                             | 12 juni 2003      | Labour Party                | Tony Blair (1997–2007)                | Blair I                             |                              |
| Blair II                                                                 |                                                                          | Baron Irvine van Lair Derry Irvine (1940)                                | 2 mei 1997                                             | 12 juni 2003      | Labour Party                | Tony Blair (1997–2007)                |                                     |                              |
|                                                                          |                                                                          | Baron Falconer van Thoroton Charlie Falconer (1946)                      | 12 juni 2003                                           | 9 mei 2007        | Labour Party                | Tony Blair (1997–2007)                |                                     |                              |
| Blair III                                                                |                                                                          | Baron Falconer van Thoroton Charlie Falconer (1946)                      | 12 juni 2003                                           | 9 mei 2007        | Labour Party                | Tony Blair (1997–2007)                |                                     |                              |
| Minister van Justitie Secretary of State for for Justice Lord Chancellor | Minister van Justitie Secretary of State for for Justice Lord Chancellor | Minister van Justitie Secretary of State for for Justice Lord Chancellor | Ambtstermijn                                           | Ambtstermijn      | Partij                      | Premier                               | Kabinet                             | Overige functie(s)           |
|                                                                          |                                                                          | Baron Falconer van Thoroton Charlie Falconer (1946)                      | 9 mei 2007                                             | 27 juni 2007      | Labour Party                | Tony Blair (1997–2007)                | Blair III                           |                              |
|                                                                          | Jack Straw                                                               | Jack Straw (1946)                                                        | 27 juni 2007                                           | 11 mei 2010       | Labour Party                | Gordon Brown (2007–2010)              | Brown                               |                              |
|                                                                          | Kenneth Clarke                                                           | Kenneth Clarke (1940)                                                    | 11 mei 2010                                            | 4 september 2012  | Conservative Party          | David Cameron (2010–2016)             | Cameron I                           |                              |
|                                                                          | Chris Grayling                                                           | Chris Grayling (1962)                                                    | 4 september 2012                                       | 9 mei 2015        | Conservative Party          | David Cameron (2010–2016)             | Cameron I                           |                              |
|                                                                          | Michael Gove                                                             | Michael Gove (1967)                                                      | 9 mei 2015                                             | 13 juli 2016      | Conservative Party          | David Cameron (2010–2016)             | Cameron II                          |                              |
|                                                                          | Liz Truss                                                                | Liz Truss (1975)                                                         | 13 juli 2016                                           | 11 juni 2017      | Conservative Party          | Theresa May (2016–2019)               | May I                               |                              |
|                                                                          | David Lidington                                                          | David Lidington (1956)                                                   | 11 juni 2017                                           | 8 januari 2018    | Conservative Party          | Theresa May (2016–2019)               | May II                              |                              |
|                                                                          | David Gauke                                                              | David Gauke (1971)                                                       | 8 januari 2018                                         | 24 juli 2019      | Conservative Party          | Theresa May (2016–2019)               | May II                              |                              |
|                                                                          | Robert Buckland                                                          | Robert Buckland (1968)                                                   | 24 juli 2019                                           | 15 september 2021 | Conservative Party          | Boris Johnson (2019–2022)             | Johnson I                           |                              |
| Johnson II                                                               | Robert Buckland                                                          | Robert Buckland (1968)                                                   | 24 juli 2019                                           | 15 september 2021 | Conservative Party          | Boris Johnson (2019–2022)             |                                     |                              |
|                                                                          | Dominic Raab                                                             | Dominic Raab (1974)                                                      | 15 september 2021                                      | 6 september 2022  | Conservative Party          | Boris Johnson (2019–2022)             | Vicepremier                         |                              |
|                                                                          | Brandon Lewis                                                            | Brandon Lewis (1971)                                                     | 6 september 2022                                       | 25 oktober 2022   | Conservative Party          | Liz Truss (2022)                      | Truss                               |                              |
|                                                                          | Dominic Raab                                                             | Dominic Raab (1974)                                                      | 25 oktober 2022                                        | 21 april 2023     | Conservative Party          | Rishi Sunak (2022–2024)               | Sunak                               | Vicepremier                  |
|                                                                          | Alex Chalk                                                               | Alex Chalk (1976)                                                        | 21 april 2023                                          | 5 juli 2024       | Conservative Party          | Rishi Sunak (2022–2024)               | Sunak                               |                              |
|                                                                          | Shabana Mahmood                                                          | Shabana Mahmood (1980)                                                   | 5 juli 2024                                            | heden             | Labour Party                | Keir Starmer (2024-heden)             | Starmer                             | Lord Chancellor              |